# Push (canción de Lenny Kravitz)
«Push» es un sencillo del artista estadounidense Lenny Kravitz. La canción forma parte del álbum Black and White America, lanzado en 2011.
El video musical en blanco y negro fue grabado por Mathieu Bittonand y se publicó en el canal oficial de Kravitz en YouTube de Kravitz, el 3 de diciembre de 2011. En el video, se ve a Lenny Kravitz tocando el piano en varios escenarios durante sus conciertos. Estas escenas son imágenes de Kravitz en su gira y otros clips entre bastidores. En otras escenas, se le graba de pie cerca de la ventana de una habitación de un hotel, en una caravana o entre el público de un concierto. El video termina con una escena del final de uno de sus conciertos, donde saluda al público con una reverencia junto con toda su banda.

## Posicionamiento
| Lista    | Posición |
| -------- | -------- |
| Suiza    | 4        |
| Alemania | 14       |